# تذكرة الموت (رواية)
تذكرة الموت (بالإنجليزية: Memento Mori)‏ هي رواية للكاتبة الإسكتلندية موريل سبارك، نشرت عام 1959، لأول مرة عن دار نشر ماكميلان في المملكة المتحدة وليبينكوت في الولايات المتحدة. 

## روابط خارجية
- تذكرة الموت على موقع الموسوعة البريطانية (الإنجليزية)